# Cyclosternum symmetricum
Cyclosternum symmetricum är en spindelart som först beskrevs av Wolfgang Bücherl 1949.  Cyclosternum symmetricum ingår i släktet Cyclosternum och familjen fågelspindlar. Inga underarter finns listade i Catalogue of Life.